# マルキンクリエイト
マルキンクリエイトは、沖縄県に拠点を置く映像制作会社、株式会社MARUKINの映像部署

## 概要
テレビ番組/CM/広告/企業PV/アーティストMV/商品プロモーション/ブライダル関連/舞台収録/WEB動画/DVD制作/Youtube動画などジャンルレスで多岐に渡り映像制作の全般を企画から納品まで行ってます。
特に私たちの1番の強みは、観光立県 沖縄の観光に関する映像を得意としております。
実績としては、2019年に県が認める企業として県知事より「経営革新計画の承認」を頂き、2021年12月放送(テレビ東京)の全国放送番組「よじごじDays」にて沖縄を熟知した制作会社がスポットを紹介する内容でメディアなどでも取り上げられました。
事業を重ねる中で、観光映像以外に沖縄戦の歴史映像、県の広報関連、行政支援の解説映像、医療関連の映像、ゆるキャラ映像など行政事業の各種映像も、現在まで携わらせていただいてます。
流り病により時代の流れも変わってきており、弊社の方でも近年はアニメーション動画,グラフィック映像,グリーンバッグでの合成スタジオ映像などの映像表現、また配信や収録などご提案も含め臨機応変に対応できる事を心がけております。
※HP参照

## 主な制作映像
- 伊江村修学補助コンテンツ映像制作業務  沖縄戦の証言:ドキュメント伊江島
- 南城市PR観光事業 ウェルネス南城 映像制作
- 嘉手納町観光情報映像制作 国道58号線沿い大型サイネージ放映映像制作
- 与那原町 観光ポータルサイト「YONABARU NAVI」プロモーション映像制作
- 琉球大学 文部科学省エントランス放映映像制作
- 北中城村 観光PR事業 映像制作業務全般
- OTV (沖縄テレビ放送) 番組『098TV』 2015年から2016年の制作
- RBC (琉球放送) 番組『NAOMIのちょっとミチクサしませんか？』2018年〜 制作
- QAB(琉球朝日放送)番組『ウチラン』2022年〜 制作

## 沿革
- 2014年 - 会社設立
- 2015年 
  - 美来工科高等学校コンピューターデザイン科3名 インターンシップ受入
  - IDA インターナショナルデザインアカデミー デジタルデザイン科2名 インターンシップ受入
- 2016年
  - 沖縄放送テレビ番組『098TV』 MACES AWORD 2016グランプリ受賞
  - 障がい福祉サービス事業所 パーラーみるく 就労支援の提携/協力
  - 美来工科高等学校 コンピューターデザイン科 卒業制作 補助提携
  - IDA インターナショナルデザインアカデミー 教育課程編成委員会委員
  - 株式会社MARUKINへ法人化
  - IDA インターナショナルデザインアカデミー 外部企業として講師.講演会 派遣
  - 商工会青年部全国大会 次年度 沖縄大会招致映像の制作 福島大会にて全国の商工会青年部 部員 約5700名の前で放映
  - インターンシップ受入  美来工科高等学校コンピューターデザイン科 6名
- 2017年 
  - 北中城村観光情報インフラ整備推進委員 就任
  - 社会福祉法人 道福祉会 理事 就任
  - 沖縄県商工会青年部連合会　理事 就任
  - 沖縄大学bizが発行する沖縄の業界地図2017 テレビラジオ・メディア業種に掲載
- 2018年
  - 県政広報 企画プロポーザル審査会審査委員 就任
  - 中小企業等経営強化法第13条第1項の規定に基づき第1761号認定
  - RBC琉球放送「島人ぬ宝」テレビ番組にて企業紹介をされる
  - 北中城村グッジョブ地域連携協議会から観察型キャリア教育を実施
  - インターンシップ受入 IDA インターナショナルデザインアカデミー専門学校
- 2019年
  - ITブリッジ沖縄が発行する書籍「沖縄のIT企業 BOOK2019」に掲載
  - クリエイターズステーションで日本のクリエイター企業として紹介
  - 北中城中学の職場体験実習を受け入れ
- 2020年
  - Googleが提供するGsuiteの導入企業として取材
  - 沖縄県より「経営革新計画」の承認を取得

- 2021年
  - テレビ東京の全国放送番組「よじごじDays」に出演
  - 沖縄県商工会青年部連合会 25代会長就任

## 主なスタッフ
- 金城孝文(きんじょうたかふみ)  代表取締役 / プロデューサー
- 山中大志(やまなかたいし)  チーフディレクター
- 幸喜稔弘(こうきとしひろ) 音効 MA 技術 / ディレクター
- 伊禮洋人(いれいひろと) 営業 / プロデューサー
- 金城孝弘(きんじょうたかひろ)技術アシスタント/ドローンオペレーター
- 恩納正気(おんなまさき) ディレクター
- 石原愛希(いしはらあいき) アシスタント
- 福地(ふくち)りえるアシスタント